# Ainhoa Tirapu
Ainhoa Tirapu de Goñi, född 4 september 1984 i Pamplona, är en spansk före detta fotbollsmålvakt. Hon representerade klubben Athletic Bilbao under större delen av hennes karriär.
Hon var i en del i spanska landslaget i VM i Kanada år 2015.